# Dani Daniels
Dani Daniels (Orange County, 23 september 1989) is een Amerikaans-Tsjechisch pornoactrice en filmregisseur.
In 2013 was ze genomineerd voor de AVN Best New Starlet Award en won ze een AVN Award in de categorie Best Girl/Girl Sex Scene voor haar rol in Dare. In 2014 was ze genomineerd voor de AVN Female Performer of the Year Award. In 2014 won ze een XBIZ Award in de categorie Beste actrice in een film met alleen vrouwen (Best Actress - All-Girl Release) voor haar rol in de film The Vampire Mistress. In 2015 won ze AVN Awards in de categorieën Best Solo/Tease Performance en Best All-Girl Group Sex Scene, beide voor haar rol in Anikka 2 en in de categorie Best Three-Way Sex Scene (G/G/B) voor haar rol in Dani Daniels Deeper. In 2017 won Daniels een Spank Bank Award in de categorie Best ‘Just Got Fucked’ Hair en een Spank Bank Technical Award in de categorie Carpool Karaoke Queen.

## Films (selectie)
- Stockings, Costumes and Ropes - Oh My! (2011)
- Bound, Gagged and Helpless (2011)
- I Heart Fancy Feet (2011)
- My Roomate's a Lesbian (2011)
- Seduced by a Real Lesbian 11 (2011)
- Please Make Me Lesbian! 2 (2011)
- Stalker (2011)
- Lesbian Stepsisters (2011)
- Grab and Bind: Dani Daniels: Dani's Dungeon Peril (2011)
- Finger Lickin Girlfriends 2 (2012)
- All Natural Glamour Solos II (2012)
- Lesbian House Hunters 7 (2012)
- Dani (2012)
- Lesbian Perspective (2012)
- Lesbians Love Strap-Ons (2012)
- Girls Tribbing Girls: Big Round Bottoms (2012)
- Dani Daniels: Dare (2012)
- OMG... It's the Spice Girls XXX Parody (2013)
- Squirt Machines 2 (2013)
- The XXX Adventures of Hawkman & Hawkgirl: An Extreme Comixxx Parody (2013)
- The Vampire Mistress (2013)
- Squirt with Me (2013)
- Dani Loves Girls (2013)
- Alexis & Asa (2013)
- The Whore of Wall Street (2014), tv-serie
- Spider-Man XXX 2: An Axel Braun Parody (2014)
- Dani Daniels Girl Perversions (2014)
- Dani Daniels Deeper (2014)
- Manuel Ferrara's Reverse Gangbang 2 (2014)
- Anikka 2 (2014)
- Blacked - Dani Daniels (2014-2015), tv-serie
- Sisterhood (2015)
- Bullet 2 the Top (2015)
- Kill Bill: A XXX Parody (2015)
- Sensual Moments 5 (2015)
- Beauty and the Beast XXX: An Erotic Tale (2016)
- Riley & Abella (2016)
- Schoolgirls & Teachers 5: Seducing My Teacher (2016)
- Daddy's Little Girl 4 (2016)
- Lick It Good 2 (2017)
- Rub, Lick and Suck My Wet Pussy (2017)
- Good Girls Gone Bad 2 (2017)